# Аудиторія

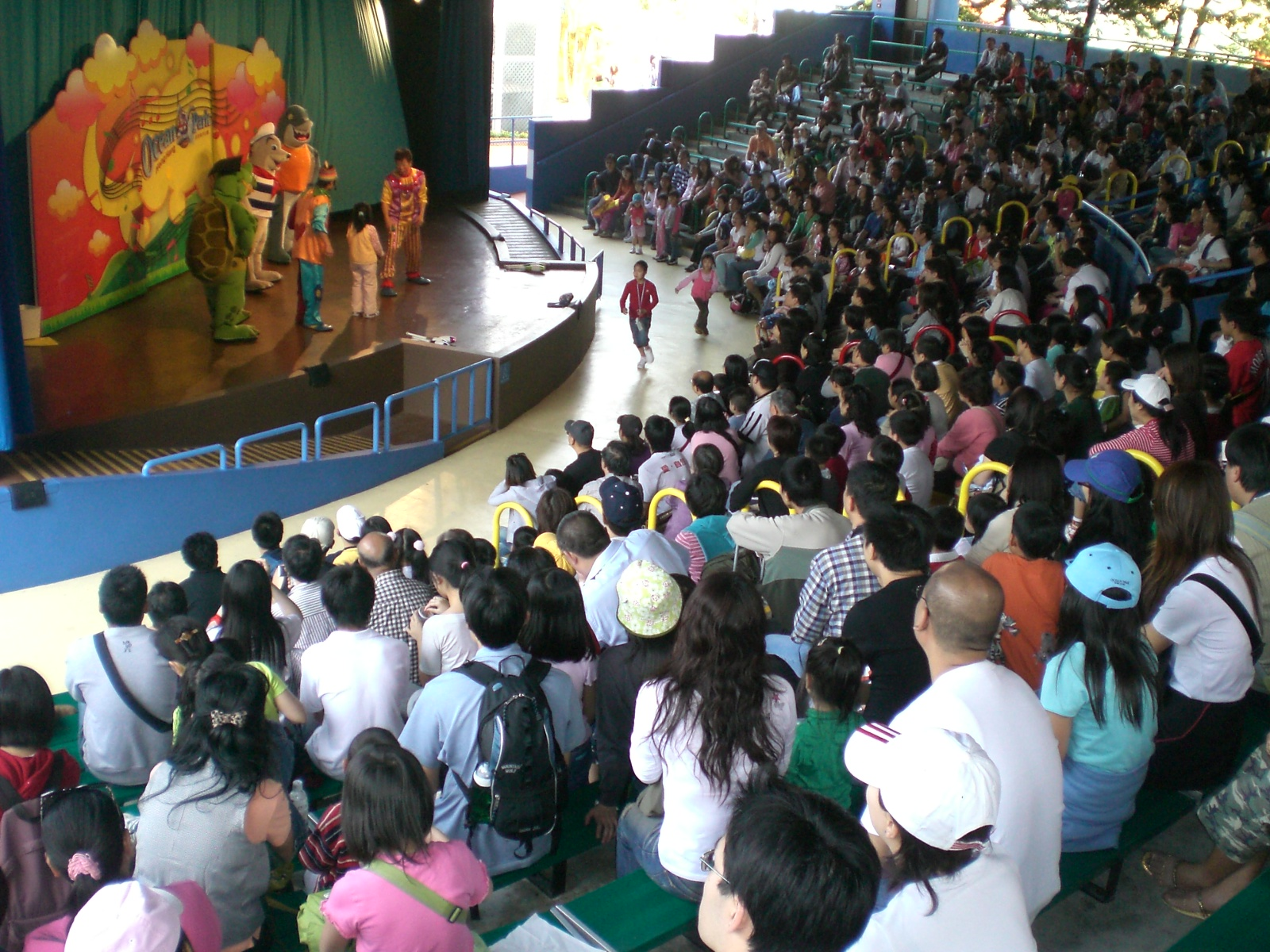

Аудито́рія, або авдито́рія, (лат. auditorium, від лат. auditor — «слухач») — у збірному сенсі: це публіка, соціальна спільність людей, об'єднана взаємодією з комунікатором (індивідом або групою), які володіють інформацією та доводять її до цієї спільності. Слово вживають також для позначення загалу слухачів чи глядачів засобів масової інформації.

## Класифікація
В соціологічних дослідженнях аудиторію класифікують за:
- безпосереднім станом спілкування з джерелом (актуальна і потенційна);
- регулярністю спілкування з джерелом (регулярна і нерегулярна);
- мотивами їх формування (цільова і периферійна);
- діапазоном інформаційних потреб (спеціалізована і масова);
- семіотичною підготовленістю до сприйняття інформації.

### Цільова аудиторія
Цільова аудиторія — це певна кількість людей, які об'єднані спільними інтересами, потребами або темами.
Для максимально точного визначення цільової аудиторії, її поділяють на кілька секторів за загальними ознаками:
- статевим,
- віковим,
- географічним,
- фінансовим,
- професійним та ін.

### Масова аудиторія
Сучасна масова аудиторія походить з публіки театральних і музичних вистав, спортивних видовищ та ігор. Ознаками масової аудиторії є — анонімність, мала свідомість, неспроможність діяти гуртом, постійна зміна складу і меж.
Якщо вважати аудиторію ринком споживачів, вона наближається до маси — пасивна, не спроможна на активні дії, має наступні ознаки:
- її члени — це сукупність окремих споживачів;
- межі ґрунтуються переважно на економічних критеріях;
- учасники не пов'язані один з одним;
- учасники не мають спільної ідентичності;
- їхнє згуртування тимчасове.

Якщо вважати аудиторію групою — вона активна, має межі, самосвідомість, внутрішню взаємодію.
Прикладом соціальної групи є читачі регіональних газет (медійна аудиторія). Ця аудиторія має спільну соціокультурну визначальну рису — спільний простір і членство в місцевій громаді. Громадське мовлення, професійно зорієнтовані друковані медіа, «альтернативні» медіа — формують цей тип аудиторії. Відносна сталість і однорідність складу свідчать про існування гуртоподібних рис аудиторії. Серед суспільних умов, що заважають формуванню аудиторії як гурту, є тоталітарний режим і високий рівень комерційної монополізації медій.